# Horst Döring
Horst Döring (* 26. Dezember 1940 in Hannover) ist ein ehemaliger deutscher Manager.
Horst Döring machte 1957 bis 1960 eine Ausbildung zum Versicherungskaufmann bei der Gladbacher Feuerversicherungs-AG, Hannover und wurde dort 1961 Leiter der Sach-Antragsabteilung. 1962 bis 1966 arbeitete er bei der Allgemeine Feuerversicherungs-AG, Gloe & Kohrs in Hannover als Leiter der Sachversicherungsabteilung.
1966 bis 1968 studierte er Betriebswirtschaftslehre an der Deutschen Versicherungs-Akademie in Köln und arbeitete danach 1968 bis 1971 beim Verband der Sachversicherer e.V. in Köln im Referat Industrielle Feuerversicherung.
Döring trat 1971 in den Dienst der Victoria-Versicherung (damals VICTORIA Feuer) und arbeitet im Technischen Außendienst. 1974 wurde er Leiter der Abteilung Industrielle Sachversicherungen, 1979 zusätzlich Leiter der Abteilung gewerbliche und private Sachversicherungen und 1988 zusätzlich Leiter der Abteilung Technische Versicherungen.
1990 wurde er stellvertretendes Mitglied des Vorstands der VICTORIA Versicherung AG und war zusätzlich zuständig für die Transport-Sparte, bevor er 1992 ordentliches Mitglied des Vorstands der VICTORIA Versicherung AG wurde.
Mit Wirkung zum 1. März 1998 wurde Horst Döring zum Vorsitzenden des Vorstandes der Victoria-Versicherung bestellt. Er wurde damit Nachfolger von Edgar Jannott, der bisher in Personalunion Vorstandsvorsitzender der Ergo Versicherungsgruppe und der Tochtergesellschaft Victoria-Versicherung war. Er übernahm ein Unternehmen in guter Verfassung: Die Victoria hatte 1997 das bisher beste Ergebnis ihrer Geschichte erzielt und den Jahresüberschuss nach Steuern von 57 Millionen DM im Vorjahr auf 120 Millionen im Jahr 1997 gesteigert. Auch in den Folgejahren expandierte die Victoria unter der Führung von Horst Döring und steigerte jedes Jahr Umsätze und Marktanteile. 1999 investierte die Victoria 25 Millionen DM in eine großangelegte Werbekampagne und den Ausbau des Vertriebsnetzes. Die Victoria-Gruppe steigerte ihre Beitragseinnahmen um rund fünf Prozent auf 10,5 Milliarden DM. Auch im Folgejahr gelang es, die Beitragseinnahmen um 4,1 Prozent auf 11,0 Milliarden DM zu steigern, während der Markt um 2,2 Prozent wuchs. Auch die Gewinne stiegen in Folge des Umsatzwachstums in allen Sparten. Wachstumstreiber waren die Vertriebszusammenarbeit mit der Hypovereinsbank und die neu eingeführten Riester-Rentenverträge. Dies führten 2001 zu einem Beitragswachstum von 5,2 Prozent auf 6,0 Milliarden Euro.
Kurze Zeit später wurde die Victoria hart von dem Platzen der Dotcom-Blase getroffen. Die Victoria hatte in ihrer Anlagepolitik auf eine relativ hohe Aktienquote gesetzt (und damit während der Hausse gute Erträge für ihre Kunden erwirtschaftet). 2001 betrug die Aktienquote 23,3 %. Das Platzen der Blase führte zum größten Verlust der Unternehmensgeschichte. Im Abschluss 2002 ergab sich eine nicht wertberichtigte Lücke zwischen Buch- und Zeitwerten von 241 Millionen Euro. Die BaFin schrieb vor, dass alle Versicherungsunternehmen Stresstests durchführen mussten, um die Auswirkungen weiter fallender Kurse zu simulieren. Die Victoria bestand diesen Stresstest nicht und musste der BaFin einen Maßnahmenkatalog vorlegen. Hierzu gehörte eine Reduktion der Aktienquote, die auf 12,6 % sank. Das Wachstum der Victoria setzte sich ungeachtet dieser Turbulenzen fort: 2002 stiegen die Beitragseinnahmen der Gruppe um 4,6 Prozent auf 6,3 Milliarden Euro. Im letzten Geschäftsbericht unter Horst Döring 2004 konnte die Victoria berichten, dass die stillen Lasten fast vollständig abgebaut waren. Hierzu hatte eine Erhöhung des Eigenkapitals um 500 Mio. € beigetragen.
Neben seiner Aufgabe als Vorstandsvorsitzender war er als ERGO-Konzernsvorstandsmitglied von 2000 bis zu seinem Ruhestand im Jahr 2004 für den Bereich Schadenversicherung zuständig.
Ende 2004 trat Horst Döring in den Ruhestand und wechselte in den Aufsichtsrat. Sein Nachfolger als Vorstandsvorsitzender wurde Götz Wricke.